# تشارلز خواكيم
تشارلز خواكيم (بالإنجليزية: Charles Leonhard)‏ هو معلم موسيقى أمريكي، ولد في 8 ديسمبر 1915، وتوفي في 31 يناير 2002.